# Point Noble
Point Noble är en udde i Antarktis. Den ligger i Östantarktis. Australien gör anspråk på området.